# Safran
SAFRAN é um conglomerado francês que atua nos ramos de defesa, motores, equipamentos e comunicação. Surgiu da fusão das empresa SNECMA e SAGEM e tem sede em Paris.

## Áreas de atuação

### Propulsão
- Snecma
- Snecma Services
- Turbomeca
- Microturbo
- Snecma Propulsion Solide
- Techspace Aero

### Comunicação
- Sagem Communication

### Equipamentos
- Messier-Dowty
- Messier-Bugatti
- Messier Services
- Aircelle
- Labinal
- Hispano-Suiza
- Teuchos

### Defesa
- Sagem Défense Sécurité
- Sagem Monetel
- Sagem Morpho